# Кожокерень
Кожокерень, Кожокерені (рум. Cojocăreni) — село у повіті Сучава в Румунії. Входить до складу комуни Замостя.
Село розташоване на відстані 380 км на північ від Бухареста, 23 км на північ від Сучави, 129 км на північний захід від Ясс.

## Населення
За даними перепису населення 2002 року у селі проживали 157 осіб, усі — румуни. Усі жителі села рідною мовою назвали румунську.